# Tentación/Mi último espectador
«Tentación/Mi último espectador» es un doble sencillo del cantautor español José Luis Perales del álbum Amaneciendo en ti. Fue lanzado en 1984, por la discográfica Hispavox (completamente absorbida por EMI en 1985), siendo Danilo Vaona y Rafael Trabucchelli† los directores de producción.

## Lista de canciones
| Lado A |             |          |  |
| N.º    | Título      | Duración |  |
| 1.     | «Tentación» |          |  |

| Lado B |                        |          |  |
| N.º    | Título                 | Duración |  |
| 1.     | «Mi último espectador» |          |  |

## Créditos y personal

### Músicos
- Arreglos: Danilo Vaona, Rafael Trabucchelli† y Agustín Serrano

### Personal de grabación y posproducción
- Canciones compuestas por José Luis Perales
- Compañía discográfica: Hispavox
- Realización y dirección: Danilo Vaona y Rafael Trabucchelli†
- Ingeniero de sonido: Ángel Barco
- Fotografía: S. Carreño
- Ilustración: Zen

### Créditos y personal
- Perales, José Luis (2012). «DISCOGRAFÍA - AMANECIENDO EN TI». Archivado desde el original el 26 de abril de 2012. Consultado el 15 de enero de 2013.

- Datos: Q16638712